# Coffea magnistipula
Coffea magnistipula là một loài thực vật có hoa trong họ Thiến thảo. Loài này được Stoff. & Robbr. mô tả khoa học đầu tiên năm 1997.